# Endasys rugitexanus
Endasys rugitexanus är en stekelart som beskrevs av Luhman 1990. Endasys rugitexanus ingår i släktet Endasys och familjen brokparasitsteklar. Inga underarter finns listade i Catalogue of Life.